# Guayaquil (departamento)
Departamento de Guayaquil foi um dos departamentos da Grã-Colômbia.
Suas fronteiras
- Equador (departamento) no Leste
- Azuay (departamento) no Sul
- Oceano Pacífico no Oeste

## Subdivisões
2 províncias e 9 cantões:
- Guayaquil (província). Capital: Guayaquil. Cantões: Guayaquil, Daule, Babahoyo, Baba, Punta de Santa Elena e Machala.
- Manabi (província). Capital: Portoviejo. Cantões: Portoviejo, Jipijapa, e Montecristi